# Registre (informàtica)
El registre (també dit fila o tupla) en informàtica, i concretament en el context d'una base de dades relacional, representa un ítem únic de dades implícitament estructurats en una taula. En termes simples, una taula d'una base de dades pot imaginar-se formada de files i columnes o camps. Cada fila d'una taula representa un conjunt de dades relacionades, i totes les files de la mateixa taula tenen la mateixa estructura.
Un registre és un conjunt de camps que contenen les dades que pertanyen a una mateixa repetició d'entitat. Se li assigna automàticament un nombre consecutiu (nombre de registre) que de vegades és usat com índex encara que el normal i pràctic és assignar-li a cada registre un camp clau per a la seua recerca.
L'estructura implícita d'un registre i el significat dels valors dels seus camps exigeix que aquest registre siga entès com una successió de dades, un en cada columna de la taula. La fila s'interpreta llavors com una variable relacional composta per un conjunt de tuples, cadascuna de les quals consta de dos ítems: el nom de la columna rellevant i el valor que aquesta fila proveeix per a aquesta columna.
Cada columna espera un valor d'un tipus concret.